# 三宅尚斎
三宅 尚斎（みやけ しょうさい、寛文2年1月4日（1662年2月22日） - 元文6年1月29日（1741年3月16日））は、江戸時代前期の儒学者。名は重固。小字は儀左衛門、後に丹治と改める。佐藤直方・浅見絅斎と共に山崎闇斎門の三傑と称せられる。

## 生涯
丹波篠山藩家臣・平出重直の第3子として播磨に生まれる。幼い頃は平出家に養子として入った父の意向に従い医術を学ぶ。17歳の頃に父を失い、19歳に山崎闇斎の門に入り、儒学を修める。姓を「三宅」に復したのはこの時である。元禄2年（1689年）に江戸に来て、翌年には武蔵忍藩主阿部正武に仕える。10年間忠実に勤め、しばしば主君を諫めたが、その意見が聞かれないので病と称して3回致仕を願い出る。
宝永4年（1707年）に忍城に幽閉される。友人である三輪執斎や細井広沢が赦免を請うが許されず、3年後に5代将軍徳川綱吉の逝去による大赦にあい放免された。宝永7年（1710年）、京都に行き儒学を教え始める。享保18年（1733年）、中国の小学・大学にならい、培根堂・達支堂を設ける。諸侯に頼まれて講説することも多く、特に土佐藩には世子の賓師として迎えられた。墓所は京都市金戒光明寺。
門下に久米訂斎・井沢灌園・石王塞軒・多田東渓・留守希斎・蘆野東山・蟹養斎・玉田黙斎・菅野兼山・山宮雪楼など。

## 学問
尚斎の学問は朱子学の遵守にあり、それほど独創性はない。同門の三輪執斎が王陽明、三宅石庵が陸象山、玉木葦斎が神道に影響されていたのを批判したが、交友を絶たず温厚の長者として重んじられた。しかし尚斎は易にもとづく占筮を得意とし、独自の神秘説を持っていたことがうかがえる。

## 著作
- 『狼疐録（ろうちろく）』3巻
- 『默識録』
- 『氏族弁証附録』
- 『同姓為後称呼説』
- 『尚斎語録』